# Второе Чурашево
Второ́е Чу́рашево (чув. Чӑрӑш) — деревня в Мариинско-Посадском муниципальном округе Чувашской Республики. Входила с 2004 до 2023 год в состав Бичуринского сельского поселения. С 2023 года входит в Бичуринский территориальный отдел.

## География
Находится в северо-восточной части Чувашии, на расстоянии приблизительно 26 км на юг-юго-восток от районного центра города Мариинский Посад.

## История
Известна с 1858 года, когда было учтено 352 жителя. В 1897 году было учтено 509 жителей, в 1926—106 дворов, 524 жителя, в 1939—493 жителя, в 1979—263. В 2002 году было 77 дворов, 2010 — 51 домохозяйство. В 1929 году был образован колхоз «Новый быт», в 2010 году действовал СХПК «Бичуринский».

## Население
Постоянное население составляло 142 человека (чуваши 99 %) в 2002 году, 118 в 2010.